# カットラス (潜水艦)
|           | |
| 艦歴      | |
| 発注:     | |
| 起工:     | 1944年7月22日 |
| 進水:     | 1944年11月5日 |
| 就役:     | 1945年3月17日 |
| 退役:     | 1971年12月15日 |
| 除籍:     | 1973年4月15日 |
| その後:   | 1973年4月15日に台湾に売却 |
| 性能諸元  | |
| 排水量:   | 建造時 1,570 トン（水上） 2,414トン（水中）GUPPY II改装後 1,870 トン（水上） 2,440トン（水中）                                                                   |
| 全長:     | 建造時 311 ft 8 in (95.00 m)（全長）GUPPY II改装後 307 ft (93.6 m)（全長）                                                                                       |
| 全幅:     | 27 ft 4 in (8.33 m) |
| 吃水:     | 17 ft (5.2 m)（最大） |
| 機関:     | フェアバンクス＝モース38D8-1/8型10気筒対向型ディーゼルエンジン4基 エリオット・モーター2,740馬力発電機2基                                                         |
| 最大速:   | 建造時 水上：20.25 ノット (38 km/h) 水中：8.75 ノット (16 km/h)GUPPY II改装後 水上：18 ノット (33.3 km/h)（最大） 水中：9 ノット (16.7 km/h)（シュノーケル使用） |
| 航続距離: | 建造時 11,000カイリ（10ノット時） （19 km/h 時に 20,000 km）GUPPY II改装後 15,000カイリ（10ノット時） （20 km/h 時に 28,000 km）                                 |
| 巡航期間  | 建造時 潜航2ノット (3.7 km/h) 時48時間、哨戒活動75日間GUPPY II改装後 潜航4ノット (7 km/h) 時48時間                                                               |
| 試験深度: | 400 ft (120 m) |
| 乗員:     | 建造時 士官10名、兵員71名GUPPY II改装後 士官15名、兵員70名 |
| 兵装:     | 建造時 5インチ砲1基、40ミリ機関砲1基、20ミリ連装機銃1基 21インチ魚雷発射管10基GUPPY II改装後 21インチ魚雷発射管10基                                              |

カットラス (USS Cutlass, SS-478) は、アメリカ海軍の潜水艦。テンチ級潜水艦の一隻。艦名はアメリカおよび西インド諸島に生息するタチウオ科の総称に因む。

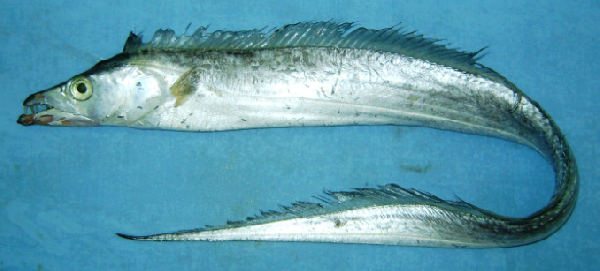
タチウオ（通称Atlantic/Pacific cutlassfish）

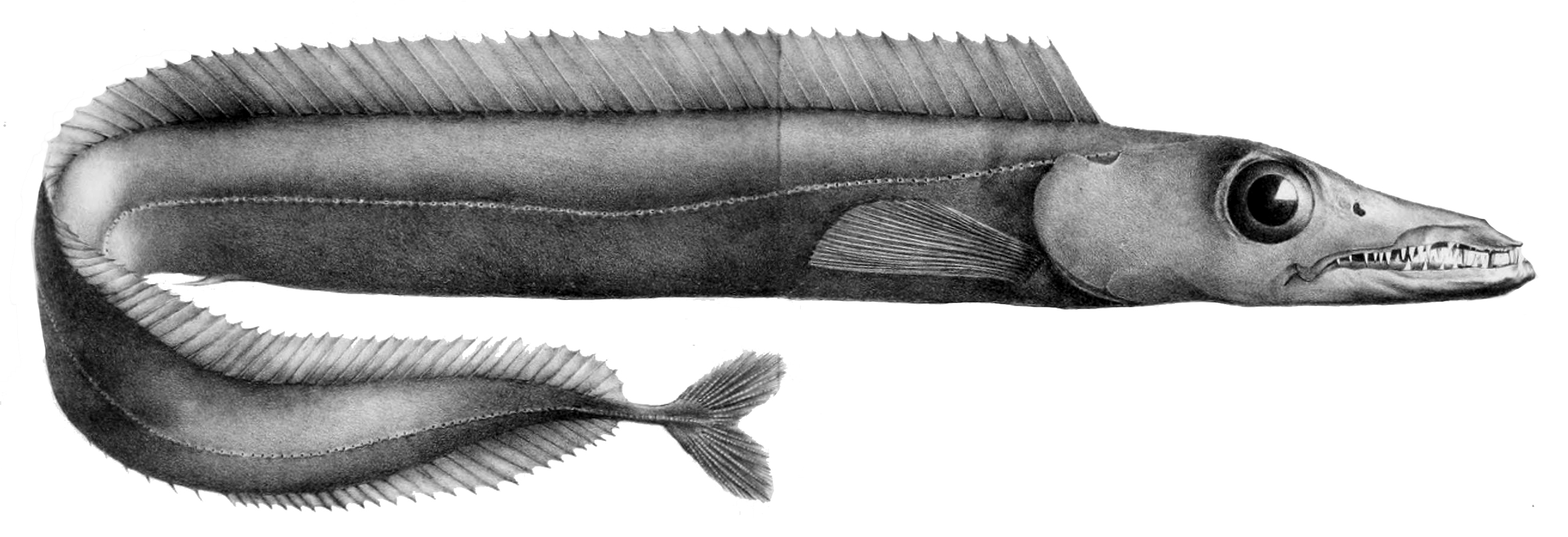
クロタチモドキ（通称Cutlassfish）

## 艦歴
カットラスは1944年7月10日にメイン州キタリーのポーツマス海軍造船所で起工した。11月5日にR・E・キントナー夫人によって命名され、1945年3月17日に艦長ハーバート・L・ジュークス中佐（アナポリス1932年組）の指揮下就役する。4月25日にニューハンプシャー州ポーツマスを出航したカットラスは、7月15日に真珠湾に到着。次いで7月17日にミッドウェー島に向けて出港し、7月21日に到着した。
8月9日、カットラスは最初の哨戒で千島列島方面に向かった。8月10日、カットラスは日本が講和を求めているというニュースを受信。カットラスは8月16日に担当海域に到着したが、これは日本降伏の翌日であった。同海域での監視を8月24日まで継続し、8月27日にミッドウェー島に寄港。8月31日、カットラスは22日間の行動を終えて真珠湾に帰投した。

### 戦後
カットラスは9月2日にニューヨークに向けて出航し、9月24日に到着。海軍記念日には見学者を受け入れた。その後東海岸を巡航し、1946年1月8日にパナマ運河地帯に向けて出航する。デラウェア湾での3か月間の作戦活動を除いて、カットラスはパナマ運河地帯のクリストバルを拠点としてカリブ海で活動した。1947年8月23日から10月2日まで南アメリカ沿岸を南下し、ホーン岬を回ってチリのバルパライソを訪問し、その後マゼラン海峡を通って南米の東海岸に帰還した。
カットラスは1948年1月6日にパナマ運河地帯を出航し、フロリダ州キーウェストでの作戦活動に従事する。その後3月にフィラデルフィア海軍造船所に入渠し、オーバーホールと近代化が行われた。1949年2月7日にキーウェストに到着し、カットラスは長時間潜航が可能となった潜水艦内の居住適性を改善するための艦内の色彩設計を評価する「レインボー作戦」のテストベッドとして作戦に参加した。その後も1952年までキーウェストを拠点して活動し、その年の夏に母港がバージニア州ノーフォークへ変更された。
1953年、カットラスは地中海の巡航を行い、フランス、ギリシア、トルコ、北アフリカ、ジブラルタル、マルタおよびスペインを訪問した。その後キューバ海域へ向かい、駆逐艦および航空機による対潜水艦戦訓練での標的艦として訓練に参加した。1956年9月まで沿岸での作戦活動、カリブ海での艦隊演習および対潜水艦戦訓練に従事し、続いて地中海へ展開、第6艦隊の1艦としてNATO軍との共同演習に参加した。カットラスはイタリア、ギリシア、クレタ、マヨルカ島、ポルトガルおよびイギリスを訪問し、12月にノーフォークに帰還した。1958年には北ヨーロッパに赴き、スコットランドのロサイス、デンマークのコペンハーゲンおよびコアセルを訪問し、キール運河を通過した。
1959年の前半には「アルファ」任務部隊に参加しバージニア岬での対潜水艦戦研究開発の支援を行う。9月には地中海に展開した。11月、スエズ運河を通過しカラチの沖合でパキスタン海軍との合同演習を行った。12月にノーフォークに帰還し、その後も「アルファ」任務部隊との活動を継続した。1960年2月にフィラデルフィア海軍造船所に入渠し、オーバーホール作業は8月まで行われた。
カットラスは1973年4月15日に退役し、同日除籍された。

### 台湾海軍で
カットラスは1973年12月4日に台湾に売却され、台湾海軍では海獅 ( Hai Shih, SS-791) の艦名で就役した。
2014年に報道陣に内部が公開された。この時点で、耐圧殻の歪みと金属疲労のため水深20メートルまでしか潜水できないとされていた。
その後、蔡英文政権での潜水艦国産計画の一環として、潜水艦建造・整備の経験を得るため2015年から3年間、同艦の大修繕と公試が行われ、台湾海軍当局によると150メートルまでの潜航能力を獲得。国産潜水艦（海鯤級潜水艦）就役までの繋ぎとして2018年実戦部隊に再配備された。
2024年12月の時点で海獅は訓練潜水艦としてなお就役中である。